# روبين مور (ممثلة)
روبين مور (بالإنجليزية: Robyn Moore)‏ هي ممثلة بريطانية، ولدت في 15 سبتمبر 1960.

## وصلات خارجية
- روبين مور على موقع IMDb (الإنجليزية)
- روبين مور على موقع قاعدة بيانات الفيلم (الإنجليزية)